# Orga (potwór)
Orga (jap. オルガ Oruga) / Millenian (jap. ミレニアン Mirenian) – fikcyjny olbrzymi potwór (kaijū) z kosmosu, występujący w japońskich filmach fantastycznonaukowych wytwórni Tōhō.

## Charakterystyka
Orga jest przybyszem z kosmosu znanym jako Millenian, który rozbił się na Ziemi miliony lat temu. Niewiele wiadomo, czym naprawdę jest albo ile w rzeczywistości jest członków obecnych na statku kosmicznym. Podczas analizy statku kosmicznego nie wykryto żadnych form fizycznych, jednak odkryto nieznany typ cieczy krążący w jego środku, co sugeruje, iż prawdziwa forma jest w postaci cieczy.
Po pobraniu informacji nt. Godzilli i zaabsorbowaniu Regeneratora G-1 (jap. (オルガナイザージーワン Oruganaizā Jīwan) obecnego w jego ciele Millenian uformował swoją powłokę cielesną, która jest jego najbardziej prawdopodobnym wyglądem. Przypominał połączenie płaszczki z kałamarnicą pokryte delikatną przypominającą ciekły kryształ skórą. Jednak obecność DNA Godzilli w ciele Milleniana spowodowały efekty uboczne i zmieniły go w hybrydę znaną jako Orga.
Orga przypomina wypaczoną i zdeformowaną wersję Godzilli. Jego pochyła sylwetka jest spowodowana przez masywny garb złączony z małą prostokątną głową i dwie gigantyczne dłonie z trzema długimi palcami. Jego nogi i ogon są niezbyt duże i rozwinięte. Ponieważ Orga jest dziwacznym mutantem, jego ciało jest dwustronnie asymetryczne i nieregularne, a skóra nabiera nierównej tekstury. Kiedy Orga zaczyna wchłaniać więcej DNA Godzilli, mutuje jeszcze bardziej i zaczyna rozwijać łuskowatą skórę i płetwy grzbietowe jak u Godzilli, co sugeruje iż po zaabsorbowaniu wystarczającej ilości DNA stanie się idealnym klonem Godzilli.
Orga / Millenian wykazuje inteligencję, jak i strategię. Jego zainteresowanie Godzillą może wynikać nie tyle co idealnej formy do podbicia Ziemi, co z czystej ciekawości. Nie jest specjalnie silny, choć jego skóra jest dość twarda i nadrabia to szybką regeneracją jak i możliwością wystrzelenia wiązki energetycznej z otworu znajdującego się nad jego barkiem.
Zarówno nazwy Millenian jak i Orga nie padły w samym filmie.

## Historia

### Powrót Godzilli
Orga przybył na Ziemię w statku kosmicznym ok. kilka milionów lat temu przed 2000 rokiem. Przez ten czas zdążył się pokryć warstwą skały i osiąść się w japońskich wodach. Został odkryty przez zespół prof. Shirō Miyasakiego ze CCI. Niedługo po wydobyciu ku zaskoczeniu wszystkich obiekt wzniósł się ku górze i poszybował w stronę Tokai, gdzie wojsko atakowało Godzillę. Po analizie organizmu Godzilli skała zaatakowała go laserem z jej otworu. Godzilla w odpowiedzi potraktował skałę swym termonuklearnym promieniem, przez co odsłonił część statku kosmicznego. Po wygranej potyczce UFO odleciało, by upaść w Kashimie. Tam zostało zabezpieczone przez CCI. Odkryto, że UFO jest zależne od energii słonecznej. Wkrótce UFO wyswobodziło się z resztek skał i osiedliło w tokijskiej dzielnicy Shinjuku na szczycie Tokyo Opera City Tower. Tam pobrało dane ze wszystkich komputerów nt. Godzilli, dopóki Japońskie Siły Samoobrony nie zdecydowało się na atak. Wkrótce na komputerach pojawiają informacje o dziwnej treści sugerującej podbój Ziemi. Shinoda z Grupy Obserwatorów Godzilli odkrywa, że Millenian chce zaadaptować Ziemię na własne warunki i utworzyć tu „tysiącletnie imperium”.
Gdy wiedziony zemstą Godzilla przybył do Tokio na spotkanie z UFO, te za pomocą wici pobrało od niego Regenerator G-1 zawarty w jego komórkach, odpowiadający za szybką regenerację. Millennian powoli wyłonił się ze statku w kształcie kuli świetlistych punktów, która szybko zmieniła się, by przypominać jego prawdziwy wygląd. Nagle Millenian zaczął się zachowywać niespokojnie z powodu obecności DNA Godzilli, które zaczęło go przemieniać w abominację znanem potem jako Orga. Godzilla zniszczył w międzyczasie statek kosmiczny.
Godzilla widząc nową formę potwora bez wahania zaatakował go. Wciąż przerażony czym się stał Orga zaczął atakować Godzillę i zdobył przewagę wystrzeliwując wiązkę plazmową z otworu nad barkiem. Po chwili za pomocą telekinezy zaatakował Godzillę wrakiem statku kosmicznego. Godzilla zdołał niszczyć wrak i zranić Orgę z dystansu. Nie zwlekając zaatakował Orgę, który dzięki Regeneratorowi G-1 zdołał uleczyć ranę. Pochwycił Godzillę i zaczął absorbować więcej jego DNA. To spowodowało kolejne transformowanie się. Gdy Godzilla nie miał już dalszych pomysłów, jak pokonać wciąż żyjącego Orgę ten rozwarł szczękę i zaczął połykać oponenta. Gdy Orga zaczął się upodabniać do Godzilli, ten wypalił z paszczy termonuklearny promień w stronę trzewi Orgi i zabijając go na dobre.

### Godzilla: Planeta potworów
Orga objawił się światu w maju 2020 roku i zaatakował Izmir, powodując śmierć obecnych tam 10 milionów uchodźców z Afryki. Reakcja wojska była opóźniona, a potwór dotarł do Ankary, zanim ostatecznie został zabity. Oficjalnie tylko 1,15 wypadków odnotowano w wyniku ataku, wyłączając śmierć uchodźców, co czyniło go stosunkowo niewielką katastrofą w stosunku do innych potworów.

### Komiksy
Orga pojawił się w serii komiksowej Godzilla: Rulers of Earth wydanych przez IDW Publishing. Zmodernizowany Gigan jest wysyłany przez planujących podbój Ziemi kosmitów zwanych Cryogami w celu odzyskania milleniańskiego statku kosmicznego ze Strefy 51. Gigan i UFO następnie udali się do Las Vegas, gdzie wkrótce zaatakowani ich Godzilla i M.O.G.U.E.R.A. Gigan udaje się ujarzmić Godzillę, podczas gdy UFO zaabsorbowało jego DNA i stało się Orgą. Wydawało się, że Orga i Gigan mają przewagę nad przeciwnikami, dopóki Orga nie oszalał i nie próbował skonsumować Gigana. Przybyły wkrótce Jet Jaguar wlatuje do gardła Orgi, a następnie rośnie do gigantycznych rozmiarów, powodując eksplozję potwora. Okazało się, że Orga wciąż żył i próbuje się zregenerować, więc Cryogowie umieścili jego biomasę w jego statku kosmicznym. Po ataku Biollante na statek kosmiczny Cryogów, Orga w swym statku kosmicznym uciekł w kosmos i nigdy więcej nie wrócił na Ziemię.

## Tło produkcji
Na najwcześniejszych etapach scenariusza Powrót Godzilli przeciwnik Godzilli nadal był tajemniczym latającym spodkiem, który ostatecznie wyprodukował wrogiego potwora, jednak ten potwór został opisany jako całkowicie wygenerowany komputerowo i przypominający „bańkę”. Po poprawkach tej historii ten „przypominający bańkę potwór” został ostatecznie przerobiony na Orgę.
Wiele ilustratorów, w tym Shinji Nishikawa, Yasushi Torisawa i Hideo Okamoto, przedstawiło szereg radykalnie różnych wstępnych projektów koncepcyjnych dla Orgi. Według Okamoto, jednym z wczesnych pomysłów na Orgę był humanoidalny potwór podobny do Gairy z Pojedynku potworów, ale o groteskowych, nienormalnie dużych dłoniach i rękach.
Shinichi Wakasa i Kenji Suzuki celowo nadali Ordze twarz podobną do Godzilli ze źle przyjętej amerykańskiej wersji filmowej Rolanda Emmericha, by widownia odniosła wrażenie, że japoński Godzilla pokonuje amerykańskiego Godzillę.